# Акбар, Рада
Рада Акбар (род. 1988, Афганистан) — афганская художница-концептуалистка и фотограф. В центре внимания её работ было осуждение угнетения женщин и демонстрация миру силы афганских женщин на фотопортретах .Она была выбрана одной из 100 самых влиятельных женщин 2021 года по версии Би-би-си.

## Биография
Рада Акба родилась в 1988 году в Афганистане, во время Афганской войны, длившейся с 1978 по 1992 год. Она часто проводила свое детство в подвале во время бомбардировок. Семья жила в Пакистане шесть лет.
В 2013 году она начала работать внештатным фотографом и организовывать выставки современного искусства в Кабуле. С 2018 по 2021 год Акбар организовала выставку «Суперженщины» (или «Абарзанан») в ознаменование Международного женского дня 8 марта. В проекте «Суперженщины» были представлены произведения искусства, в том числе изысканно сшитые платья — платья, которые представляют поэтесс, альпинисток, телеведущих, членов королевской семьи, политиков и музыкантов, получивших известность в патриархальной культуре Афганистана.
В 2021 году она получила премию Prince Claus Seed Award. В сентябре 2021 года она стала одной из тех, кого французское правительство смогло эвакуировать после отхода американских военных и возвращения талибов к власти в Афганистане. Она была доставлена на автобусе из посольства Франции в аэропорт и прибыла в Париж, где ей пришлось пройти карантин из-за COVID-19.
Её работы были частью групповой выставки 2022 года «Перед молчанием: афганские художники в изгнании», организованной PEN America ’s Artists at Risk Connection and Art в Time Like.